# OLinuXino

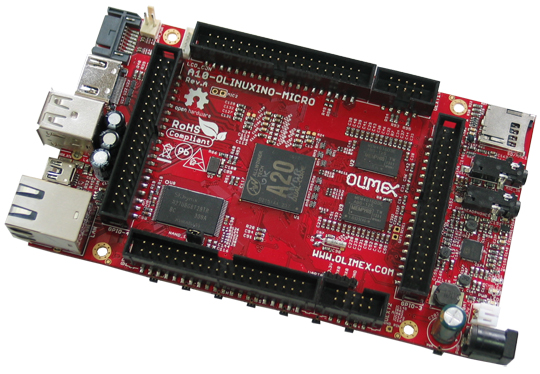
Fig.1 OLunXino A20 Micro

OLinuXino és una família d'ordinador monoplaca o SBC (acrònim en anglès de Single-Board Computer) de baix cost, de codi obert i de la mida d'una targeta de crèdit desenvolupat a Bulgària per l'empresa OLIMEX Ltd. L'objectiu d'OLinuXino e és de dissenyar projectes Fes-ho tu mateix (DIY) de manera amigable i amb el sistema Linux. El terme amigable fa referència a que es pugui soldar a mà (IC en encapsulat TQFP). Els projectes OLinuXino estan hostatjats a GitHub i els circuits PCB van ser dissenyats amb el programari EAGLE (que no és lliure de cost). A partir de març del 2016 van ser dissenyats amb el progarmari obert KiCad. Els circuits OLinuXino té el web www.olimex.com.

## Sistemes operatius disponibles
A data d'octubre del 2017 :
Suportats oficialment :
- Debian
- Android

Suportats a través de terceres parts :
- Armbian
- Arch Linux ARM

## Especificacions tècniques
| CPU     | Model     | CPU                                                    | GPU          | RAM + Flaix                | Xarxa          | targeta SD disc dur | Botons | GPIO     | USB          | Sortida vídeo |
| ------- | --------- | ------------------------------------------------------ | ------------ | -------------------------- | -------------- | ------------------- | ------ | -------- | ------------ | ------------- |
| iMX 233 | NANO      | ARM926J a 454Mhz                                       | no           | 64 MB                      | no             | microSD             | 3      | 2x24 pin | 1 host       | no            |
| iMX 233 | MICRO     | ARM926J a 454Mhz                                       | no           | 64 MB                      | no             | SD                  | 3      | 2x30 pin | 1 host       | PAL/NTSC      |
| iMX 233 | MINI      | ARM926J a 454Mhz                                       | no           | 64 MB                      | no             | SD                  | 2      | 40 pin   | 3 host       | PAL/NTSC      |
| iMX 233 | MINI-WIFI | ARM926J a 454Mhz                                       | no           | 64 MB                      | WiFi RTL8188CU | SD                  | 2      | 40 pin   | 3 host       | PAL/NTSC      |
| iMX 233 | MAXI      | ARM926J a 454Mhz                                       | no           | 64 MB                      | Ethernet 100   | SD                  | 2      | 40 pin   | 2 host       | PAL/NTSC      |
| A13     | MICRO     | Allwinner A13 SoC Cortex-A8 1 GHz                      | 3D Mali-400  | 256 MiB                    | no             | SD                  |        | 74 pin   | 2 host 1 OTG | VGA           |
| A13     | -         | Allwinner A13 SoC Cortex-A8 1 GHz                      | 3D Mali-400  | 512 MB                     | no             | SD                  |        | 32 pin   | 4 host 1 OTG | VGA           |
| A13     | WIFI      | Allwinner A13 SoC Cortex-A8 1 GHz                      | 3D Mali-400  | 512 MB 4GB NAND            | WiFi RTL8188CU | SD                  | 1      | 32 pin   | 4 host 1 OTG | VGA           |
| A10S    | -         | A10S Cortex-A8 processor 1 GHz                         | 3D Mali 400  | 512 MB (4 GB NAND)         | Ethernet 100   | SD                  |        | 50 pin   | 1 host 1 OTG | HDMI          |
| A20     | MICRO     | A20 Cortex-A7 dual-core ARM Cortex-A7                  | Mali 400 GPU | 1 GB DDR3 (4 GB NAND)      | Ethernet 100   | microSD SD SATA     | 11     | 160 pin  | 2 host 1 OTG | HDMI VGA      |
| A20     | LIME      | Allwinner A20 dual core Cortex-A7                      | Mali 400 GPU | 1 GB DDR3 (4 GB NAND)      | Ethernet 100   | microSD SATA        | 3      | 160 pin  | 2 host 1 OTG | HDMI          |
| A20     | LIME2     | Allwinner A20 dual core Cortex-A7                      | Mali 400 GPU | 1 GB DDR3 (8 GB NAND)      | Ethernet 1000  | microSD SATA        | 3      | 160 pin  | 2 host 1 OTG | HDMI          |
| A64     | 1G        | Alwinner A64 - 1.2 GHz Quad-Core ARM Cortex-A53 64-bit |              | 2GB RAM DDR3L (4 GB NAND)  | Ethernet 1000  | microSD             | 3      | 40 pin   | 1 host 1 OTG | HDMI          |
| A64     | 2G        | Alwinner A64 - 1.2 GHz Quad-Core ARM Cortex-A53 64-bit |              | 2GB RAM DDR3L (16 GB NAND) | Ethernet 1000  | microSD             | 3      | 40 pin   | 1 host 1 OTG | HDMI          |